# Agathia succedanea
Agathia succedanea är en fjärilsart som beskrevs av W. Warren 1897. Agathia succedanea ingår i släktet Agathia och familjen mätare. Inga underarter finns listade i Catalogue of Life.